# Сопра Соспироло (Белуно)
Сопра Соспироло (итал. Sopra Sospirolo) је насеље у Италији у округу Белуно, региону Венето.
Према процени из 2011. у насељу је живело 19 становника. Насеље се налази на надморској висини од 496 м.